# Tournoi de tennis de l'Arkansas

Little Rock en 2009

Le tournoi de l'Arkansas (États-Unis) est un tournoi de tennis féminin du circuit professionnel WTA, organisé dans la ville de Little Rock.
Deux éditions de l'épreuve ont été organisées, en 1986 et 1987.

## Palmarès

### Simple
| No | Date       | Nom et lieu du tournoi                  | Catégorie | Dotation | Surface         | Vainqueure      | Finaliste       | Score         |         |
| -- | ---------- | --------------------------------------- | --------- | -------- | --------------- | --------------- | --------------- | ------------- | ------- |
| 1  | 03-11-1986 | Virginia Slims of Arkansas, Little Rock |           | 75 000 $ | Moquette (int.) | Kathy Rinaldi   | Natasha Zvereva | 6-4, 6-7, 6-0 | Tableau |
| 2  | 02-11-1987 | Virginia Slims of Arkansas, Little Rock |           | 75 000 $ | Dur (ext.)      | Sandra Cecchini | Natasha Zvereva | 0-6, 6-1, 6-3 | Tableau |

### Double
| No | Date       | Nom et lieu du tournoi                 | Catégorie | Dotation | Surface         | Vainqueures                           | Finalistes                    | Score         |         |
| -- | ---------- | -------------------------------------- | --------- | -------- | --------------- | ------------------------------------- | ----------------------------- | ------------- | ------- |
| 1  | 03-11-1986 | Virginia Slims of Arkansas Little Rock |           | 75 000 $ | Moquette (int.) | Svetlana Parkhomenko Larisa Savchenko | Iva Budařová Beth Herr        | 6-2, 1-6, 6-1 | Tableau |
| 2  | 02-11-1987 | Virginia Slims of Arkansas Little Rock |           | 75 000 $ | Dur (ext.)      | Mary Lou Daniels Robin White          | Lea Antonoplis Barbara Gerken | 6-2, 6-4      | Tableau |